# 마스카라 (1987년 영화)
마스카라(Mascara)는 네덜란드-벨기에-프랑스의 합작 영화이다. 감독은 플란데런 출신의 파트릭 콘라드(Patrick Conrad). 1987년 칸 영화제 감독주간(quinzaine des réalisateurs)에 초청되었다.